# Liste der Brücken über die Panke

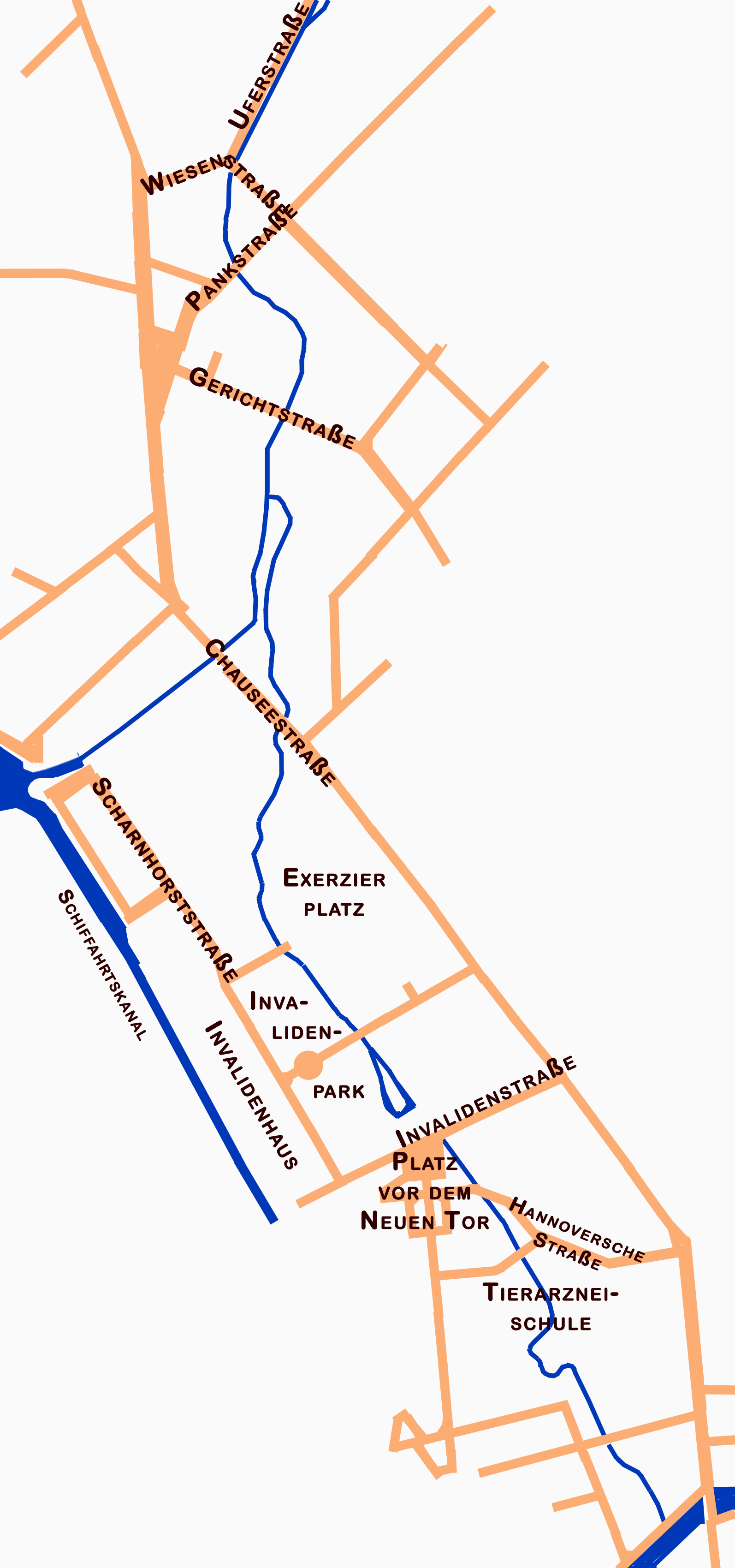
Die Brücken über die letzten etwa 4 Kilometer der Panke im Hobrecht-Plan von 1862

Die Liste der Brücken über den Fluss Panke enthält alle Brücken von der Quelle bei Bernau bis zur Mündung der Nordpanke in den Berlin-Spandauer Schifffahrtskanal und der Südpanke in die Spree nahe der Friedrichstraße/Schiffbauerdamm.

## Pankebrücken
Im Mittelalter wurde die Panke an Furten durchquert. Die Bernauer Heerstraße, die mittelalterliche Verbindung von Spandau nach Stettin, wurde 1317 in den Ort Bernau verlegt. Gegen Zahlung eines Durchfahrtzolls an den Bernauer Magistrat überquerten Kaufleute und Reisende an der Bernauer Furt die Panke. Bereits in der Kartographierung der von der Panke durchflossenen Gebiete im Schmettauschen Kartenwerk von 1767 bis 1787 (Bernau, Schönerlinde, Berlin) sind die Brücken für Wege und Ortsverbindungsstraßen enthalten, die über die Panke führen. Mit der Zunahme der Besiedlungsdichte stieg deren Anzahl. Wegen der stetig steigenden Nutzung des Gebiets der Panke wurden rund 90 Brücken für die Passage gebaut. Im Mittel sind das etwa drei Brücken pro Kilometer. Die meisten Querungsbauwerke sind so in die Straßenverläufe eingepasst, dass sie kaum wahrnehmbar sind,
„[…] sie sind nicht deshalb berichtenswert, es ist die Dichte und Vielfalt im vorwiegend städtischen Raum und ihre Geschichte. Allein auf Berliner Gebiet überqueren rund 50 Brücken die Panke.“ (nach Berlin und seine Brücken)
Die Bilder aller vorgefundenen Brücken und Überführungen geben einen Eindruck von ihrer konstruktiven Vielfalt.

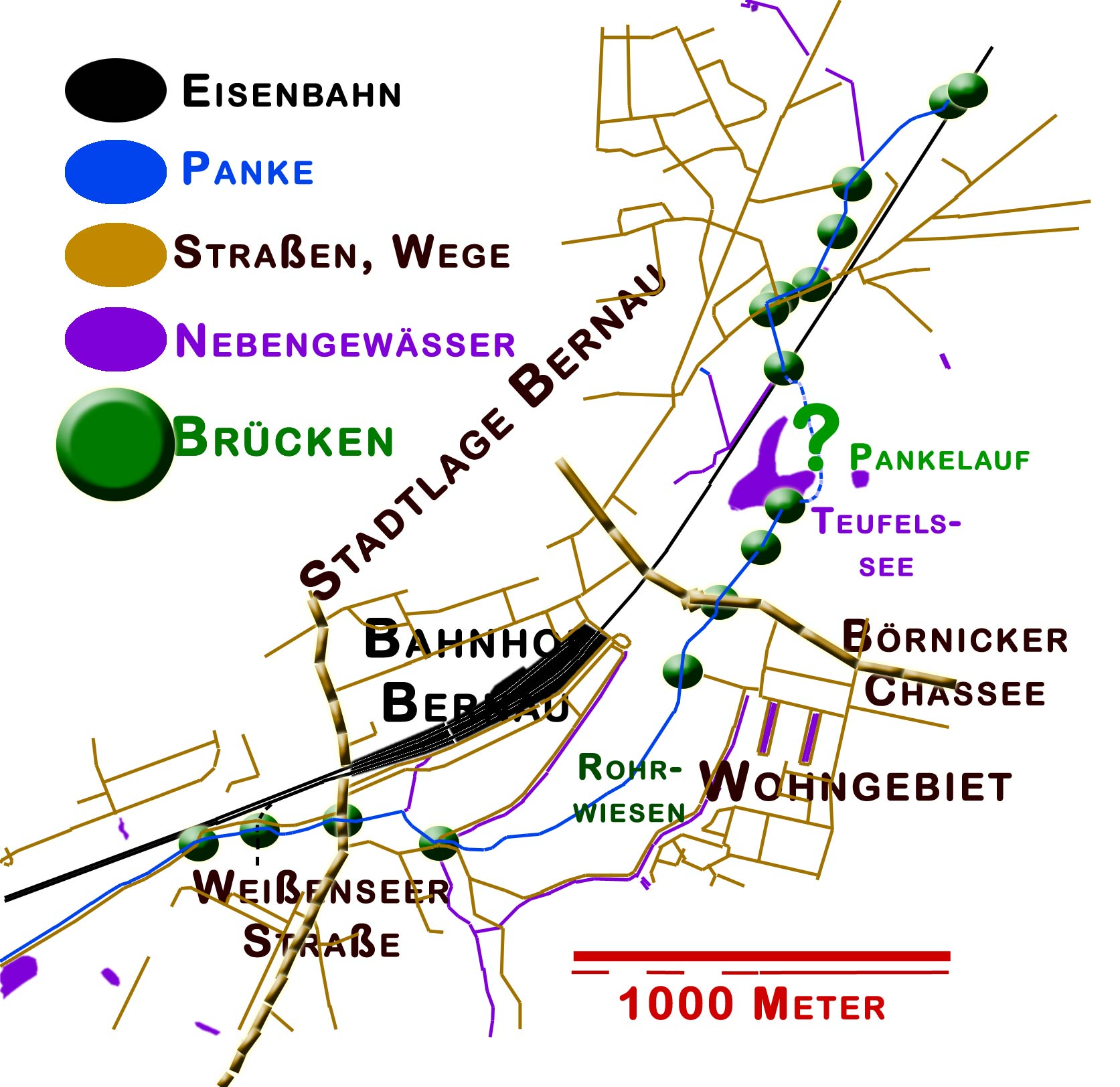
Die Lage der Brücken der Panke im Stadtgebiet von Bernau

Die erste Brücke über die Panke ist eine Eisenbahnbrücke kurz nach ihrer Quelle, wo der Pankeborn am Durchlass der Stettiner Bahn zutage tritt.
Östlich der Bahnlinie ist in den 2000er Jahren kein Fließ mehr zu finden. Auf alten Karten von 1839 bis 1930 befindet sich die Pankequelle 400 Meter in ostnordöstlicher Richtung von der jetzigen Stelle am Bahndamm.
Die erste Pankebrücke für den Fahrzeugverkehr ist die Straßenbrücke für die Straße Am Pankeborn nahe der Trasse der Stettiner Bahn am Flusskilometer 0,84. Nur 30 Meter weiter befindet sich die Straßenbrücke der Pankstraße. Im Zuge der alten Ortsverbindung Bernau nach Albertshof befand sich dort schon vor 200 Jahren ein Übergang. Die älteste Bahnbrücke für die Panke-Querung entstand beim Bau der Stettiner Bahn bereits um 1842.
Sie wurde zwischen 1842 und 1843 in Betrieb genommen – Der zweigleisige Ausbau der Bahn erfolgte 1863 zwischen Berlin und Angermünde.
Inmitten des Bürgerparks Pankow befindet sich die einzige denkmalgeschützte Brücke, die Pankebrücke mit einer Puttengruppe und Nutzbauten, die um 1923–1925 nach Plänen von Alexander Poetschke gebaut wurden. Die letzte Brücke über die kanalisierte Südpanke ist die Straßenbrücke der Reinhardstraße am Flusskilometer 29,49. Als Brücke ist sie nicht erkennbar, an der südlichen Brückenkante ist das Pankebett (obwohl verfüllt) aber noch für zehn Meter durch ein Geländer wahrnehmbar.
Die ursprünglich letzte Brücke nahe der Mündung am Schiffbauerdamm verlor ihren Charakter schon 1879 bei der Umgestaltung der dortigen Markthalle in die Arena des Circus Renz durch die Verlegung der offenen Panke in die „Unterwelt“. Das neue Gebäude bedeckte eine größere Fläche als die vorherige Markthalle, bei deren Bau die Panke noch verschont wurde.

„In dem Moment, wo man begann, statt Kanäle lieber Schienen zu bauen, muss man wohl auch begonnen haben, in Fluss- und Kanalläufen kein Element der Verbindung, sondern ein bloßes Element der Trennung zu sehen, über das möglichst viele Brücken zu schlagen sind, wenn sie nicht besser gar zuzuschütten sind. Irgendwann dämmerte es den Menschen dann wohl, dass es ein Leben nach dem Transport gibt und dass sich Wasseranlagen zur Erholung bestens eignen; sei es zum Baden oder zum daran entlang Spazieren.“

„In der Stadt hat sie [die Panke] 3 Brücken und in der Vorstadt 13 […] abgerechnet die Pankbrücken in der Oranienburger Vorstadt.
 Und endlich sind von den 64 [Berliner] Brücken […] 4 allein nur für Fußgänger bestimmt und diese sind: […] und eine außerhalb der Stadt über die Panke führende Brücke. […] Ganz massiv von Stein mit steinernem Bogen sind 14 [insgesamt, davon] über die Panke, eine bei ihrem Eintritt in die Stadt an der Stadtmauer, die andere in der Karlstr. […] 7) sind ganz und gar von Holz 17 [insgesamt, darunter die] Pank= und Schönhausergraben=Brücke. Außerhalb der Stadt haben wir überhaupt 22 Brücken, davon sind 1) ganz von Stein [insgesamt] 5, über die Panke führend bei Schönhausen, Pankow [und 3 weitere] 3) gänzlich aus Holz [insgesamt] 13, von denen eine über die Spree führt, die andren aber über den Landwehrgraben und die Panke.“

Brücken beeinflussen die Wahrnehmung der Panke im Stadtbild. Die Brücke an der Badstraße gibt dem Wasserlauf Geltung. Nördlich um die Mühle ist das Naturufer, südlich eher das Kanalbett zu sehen. Die Unterquerung der Osloer Straße mit einer Länge von 50 Metern verdeckt die Panke, die beiden Fahrbahnen und der breite Mittelstreifen mit der Straßenbahn machen das Gewässer nahezu unsichtbar.
Die politischen Ereignisse in und um Berlin spiegeln sich auch in ihren Brücken; mit dem Mauerbau 1961 und der gewollten Zerstörung des Dükers Chausseestraße verloren die Brücken der Südpanke ihre Funktion als Übergang über ein Gewässer. Der Düker wurde 2008 wiederhergestellt und für die neugestaltete (demnächst fließende) Panke wurden auch Brücken und Überwege benötigt, teils gewannen alte Überführungen wieder einen Sinn, teils wurde der Lauf verlegt und neue Brücken nötig.

## Aktualität
Im Raum Bernau wurde in den 1930er Jahren der Pankelauf grundlegend verändert. Die Panke und ihre Quellflüsse verliefen einst durch das heutige Stadtgebiet praktisch an der Stadtmauer. Später wurden sie südlich um die Stadt herumgeleitet. Beim Ausbau der Stettiner Bahn wurde der Teufelspfuhl als Sammelbecken mehrerer wassersammelnder Gräben angelegt. Die Liste entspricht dem Stand einer Begehung im Frühjahr 2011. Durch den Bau des Einkaufszentrums am Teufelspfuhl hat sich bis in die 2020er Jahre der Beginn des Flusses grundlegend geändert.
Zwischen Panke und Chausseestraße lag einst der Excercierplatz der Artillerie; es führten 1825 Wege über die Panke zum Eingang des Invalidenfriedhofs. Diese Fläche wird derzeit nach dem aktuellen Planungsstand bis [veraltet] 2015 bebaut und umgestaltet. Die Südpanke führt noch kein Wasser. Bis dahin bleibt die Liste in diesem Bereich vorläufig. Der nachfolgende Verlauf ist endgültig. Die Südpanke im Park des Charitégeländes folgt dem historischen Lauf. An der Reinhardtstraße ist die Brücke nicht mehr zu erkennen, bedingt durch die Überdeckelung hinter dem Bunker und der Botschaft der Ukraine.

## Aufbau der Liste

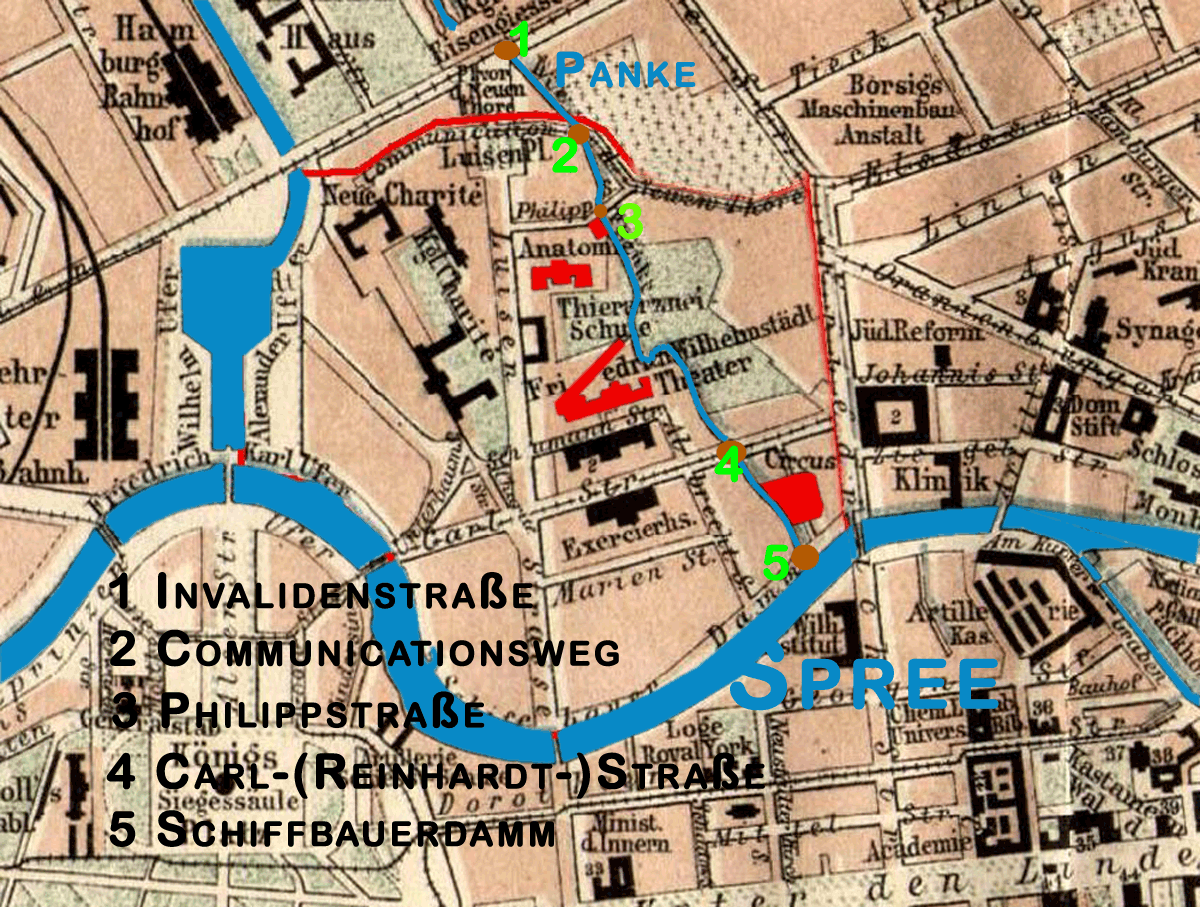
Die untersten Pankebrücken in der Friedrich-Wilhelm-Stadt 1875

In die Liste sind alle ingenieurtechnischen Überführungen über die Panke und die Durchlässe für die Panke aufgenommen, die ein eigenständiges, also zeitlich oder räumlich unabhängig entstandenes Bauwerk darstellen. Es sind alle Fußgängerbrücken aufgeführt, auch im Schlosspark Buch, auf dem Gelände am Schloss in Niederschönhausen und im Bürgerpark.
TypBrückentyp, folgende Kürzel werden benutzt
- EBB = Bahnbrücke der S-Bahn, einer Regionalbahn oder einer Güterzugverbindung.
- FGB = Fußgängerbrücke oder Steg.
- StB = Straßenbrücke, die für (mehrspurige) Kraftfahrzeuge geeignet ist.
- Rohr oder ggf. Platte = Über- oder Unterführung (Verrohrung) der Panke oder eine Deckelung.

OrtsteilDie Angabe der Ortsteile richtet sich nach den amtlichen Karten. Die Panke bildet teilweise die Ortsteilgrenze, hier wurde das Bauwerk dem Ortsteil zugeordnet, der zum Flusslauf gehört. Die Ortsteilgrenzen liegen grundsätzlich an einem Ufer.
Name, Lage, Kurzbeschreibung
- Offizielle Brückennamen[15] sind in Fettschrift markiert, alle anderen Namen sind von der Ortsbeschreibung abgeleitet und nicht amtlich oder durch Belege bestätigt, eine solche Benennung soll lediglich die Zuordnung ihrer Lage ermöglichen.
- Mit der  Hintergrundfarbe hellgelb  wird die beginnende oder endende Verrohrung der Panke markiert, auch wenn diese einem längeren Abschnitt folgt. Informationen zu so markierten Feldern finden sich auch in der Beschreibung.
- Ehemalige, nicht mehr existierende Brücken sind  hellrot hinterlegt. Informationen zu so markierten Feldern finden sich auch in der Beschreibung.

Geoposition kmAngabe der Flusskilometer von der Quelle aus, zweistellig und auf (etwa) 10 Meter genau. In dieser Spalte sind außerdem die Geokoordinaten mit dem Zahlenwert der Fluss-km verlinkt.
- (a) Panke, ab Bernau bis zum geteilten Verlauf ab km 26,77.
- (N) Panke (auch Nordpanke genannt) im Verlauf des Schönhauser Grabens bis zur Mündung am Nordhafen.
- (S) Süd- oder Stadtpanke (Fertigstellung ab [veraltet] 2015 geplant, 2010 ohne Wasser) bis zur historischen Mündung der Panke.

## Liste der Brücken und Überführungen
| Foto                                                                 | Typ    | Ortslage                   | Name, Lage, Kurzbeschreibung | Geoposition km |
| -------------------------------------------------------------------- | ------ | -------------------------- | --- | -------------- |
| Der Rohraustritt mit der Markierung als Pankeborn (2008)             | EBB    | Bernau-Pankeborn           | Durchführung der Panke an der Stettiner Bahn am Quellpunkt. Nach den alten Karten befand sich dort ein Durchlass, die Quelle wird jenseits etwa 400 Meter ostnordöstlich angezeigt. Seit Anfang der 1990er Jahre ist dieser Rohraustritt als Pankeborn markiert. Jedoch war er 2020 nicht mehr vorhanden. | (a) 00,00      |
|                                                                      | FGB    | Bernau-Pankeborn           | Feldwegbrücke vom Pferdeplatz für Reittherapie zur Rüdnitzer Chaussee. Für das Fließ wird der 4 Meter breite Weg mit einem Rohr von 1,20 Meter Durchmesser unterführt. | (a) 00,45      |
|                                                                      | Rohr   | Bernau-Pankeborn           | Zuführung von Heizrohren zum ehemaligen Gewerbegebiet. Der jenseits der Bahnlinie gelegene Betrieb ist seit Mitte der 1990er Jahre stillgelegt. Die oberirdischen Heizrohre sind auf 12 Meter unterbrochen, so dass der Fahrweg parallel zur Panke nutzbar ist. Ein Schild Gasleitung an dieser Stelle verweist auf eine intakte Gasleitung, die (wohl) unter der Panke hindurchführt. | (a) 00,63      |
|                                                                      | FGB    | Bernau-Pankeborn           | Pfad über den Graben der Panke. Diese Überführung besteht mit einer Länge von 2,5 Metern und einer Breite von knapp einem Meter aus dem Rohr für das Pankewasser und darüber einer Bodenaufschüttung zwischen den Ufern. | (a) 00,80      |
|                                                                      | StB    | Bernau-Pankeborn           | Straßenbrücke Am Pankeborn, Zugang zum Gewerbegebiet. Diese Brücke von etwa 7 Metern Breite ist eine Aufschüttung über dem Rohr für den Graben der Panke. | (a) 00,87      |
| Runde Einlauf- (oberhalb) und rechteckige Auslauföffnung (unterhalb) | StB    | Bernau-Pankeborn           | Die Straßenbrücke Bernauer Pankstraße ist als eine Durchrohrung mit zwei Toren ausgeführt. Die Panke fließt in zwei mit Klinkern gemauerte Röhren mit der Länge der Straßenbreite von 15,5 Metern. Der südliche Austritt besteht jedoch aus zwei Betonteilen mit rechteckigem Querschnitt. Das belegt eine Erweiterung der Straßenbreite, zudem ist auf der Straßenseite oberhalb Platz für einen zweiten Fußweg. | (a) 00,88      |
|                                                                      | EBB    | Bernau                     | Bahnbrücke der Stettiner Bahn. Die Bahn wurde 1842 ebenerdig angelegt und erforderte eine Brücke, die wohl vormals direkt am Schnittpunkt mit der Bahn war. Das heutige Pankefließ wird jedoch in einem Graben nördlich vom Bahndamm in Richtung Bahnhof Bernau weitergeleitet. Der Graben führt zu einem rechteckigen Einlass und dann wohl zu einem Rohr durch den Bahndamm (zum Teufelspfuhl hin). Die Panke aus Nordost trifft hier noch auf zwei Entwässerungs- oder Wassergräben aus Nord und West. Der Bahndamm hat (spätestens) seit dem Umbau um 1930 eine Höhe von 3 Metern. Die Panke tritt auf der anderen Seite nicht wieder zu hervor, sondern fließt die weiteren knapp 90 Meter durch ein Rohr, das am Teufelspfuhl austritt. | (a) 01,32      |
|                                                                      | Rohr   | Bernau                     | Zufluss an der Westseite des Teufelspfuhls. Dieses Zuflussrohr hat einen Durchmesser von etwa einem Meter. Dieser Einlauf stimmt in der Richtung mit dem Rohreintritt des Grabens jenseits des Bahndamms in Lage und Fließrichtung für die Panke überein. | (a) 01,42      |
|                                                                      | Rohr   | Bernau                     | Abfluss am Südufer des Teufelspfuhls wiederum in ein vergittertes Rohr von etwa einem halben Meter im weiteren Verlauf der Panke. | (a) 01,88      |
|                                                                      | Rohr   | Bernau                     | Austritt der Panke 60 Meter vom Südufer des Teufelsbruchs her. Zwischen dem Abfluss am Teufelspfuhl und diesem Austrittsrohr befindet sich verdeckt noch eine „wassertechnische Anlage“. Der Austritt und der folgende Graben im Gelände bis zur Börnicker Chaussee liegt etwa drei bis vier Meter tief. | (a) 01,96      |
|                                                                      | StB    | Bernau                     | Straßenbrücke Börnicker Chaussee. 1767 befand sich hier damals die erste Brücke über die Panke. Die Straße teilte sich erst unterhalb dieser Brücke, nördlich nach Aarbusch und südlich nach Börnicke. Oberhalb beginnt der Durchfluss durch das etwa 4,50 Meter unter Straßenniveau liegende Pankebett in einem kreisrunden Rohr. Unterhalb tritt die Panke aus einem rechteckigen Betonquerschnitt, was wohl auf eine Straßenerweiterung zurückzuführen ist. Der Unterbau der Straße ist über diesen beiden Durchlässen aufgeschüttet. | (a) 02,06      |
|                                                                      | FGB    | Bernau                     | Pankequerung. Brücke für den Rad- und Gehweg zwischen Bernau-Süd und der Bahnhofspassage in Verlängerung der Marsstraße. | (a) 02,21      |
|                                                                      | StB    | Bernau                     | Straßenbrücke Neue Gärten. Hier quert der nördliche Zweig des Pankewanderweges. | (a) 03,00      |
|                                                                      | StB    | Bernau-Süd                 | Straßenbrücke Weißenseer Straße. Die Brücke mit zweispuriger Fahrbahn und beidseitigem Fußweg ist 14 Meter breit. Der Durchlass für die Panke ist anderthalb Meter breit und bildet für den Durchlass einen Kasten. An dieser Stelle befand sich bereits 1767 eine Brücke über die Panke. | (a) 03,29      |
|                                                                      | EBB    | Bernau-Süd                 | Die stillgelegte Bahnbrücke ist eine Betonbrücke mit einem halbkreisförmigen Durchlassbogen. Die Gleise einer vormaligen Werksbahn mit Anschluss an die unmittelbar benachbarte Stettiner Bahn liegen noch auf der Brücke. | (a) 03,62      |
|                                                                      | FGB    | Bernau-Süd                 | Fußwegbrücke, sie war bereits vorhanden und wurde für den Pankewanderweg genutzt. Der durchgehende Asphaltbelag des Pankeradweges ist auf der älteren Brücke aus Betondecke aufgegossen. Rechts und links sind noch die hüfthohen Betonmauern der Absturzsicherung. Gegenüber der beiliegenden Aufnahme werden diese 2018 an beiden Seite mit Bauabsperrgittern gesichert. Die Brücke hat eine Breite von knapp fünf Metern, der Pankedurchlass ist etwa zwei Meter breit. | (a) 03,68      |
|                                                                      | Rohr   | Bernau-Süd                 | Rohr einer Ferngasleitung. Diese Rohrbrücke liegt etwa 20 Meter vor der folgenden Autobahnbrücke. | (a) 04,37      |
|                                                                      | FGB    | Bernau-Süd                 | Betonplatte für den Pankewanderweg (Anblick von Nord). Eine etwa 3,5 Meter breite und 40 Metern lange Betonplatte (Im hohen Autobahndamm in der Breite des Pankelaufs) führt seit dem Jahr 2000 den Pankeweg unter der Autobahn über dem (Durch-)Fluss entlang. Bis dahin bog der Wanderweg ab und verlief parallel zur Autobahn zum nächstgelegenen Durchgang und war mit einem langen „Um“weg verbunden oder es musste das Pankebett begangen werden. | (a) 04,39      |
|                                                                      | StB    | Bernau-Süd                 | Autobahnbrücke der A 11. Die Brücke (Anblick von Süd) liegt etwa 330 Meter südöstlich der S-Bahn-Station Bernau-Friedenstal. Die Panke ist für den Wanderweg im Durchfluss gedeckelt. | (a) 04,86      |
|                                                                      | FGB    | Eichwerder                 | Fußgänger- und Radfahrerbrücke für den Pankewanderweg nördlich der verlängerten Freiligrath-Straße. Die Brückenausführung mit Holzgeländer und Holzbelag auf zwei T-Trägern entspricht einigen weiteren Stegen des Pankewanderweges. Die Träger liegen an beiden Ufern auf Brückenköpfen aus Beton, von denen schräge Feldstein-Widerlager die Kräfte ableiten. | (a) 05,42      |
|                                                                      | StB    | Eichwerder                 | Straßenbrücke Zepernicker Chaussee. Bemerkenswert an der Betonbrücke mit rechteckigem Durchlass ist die beidseitige hüfthohe Absturzsicherung aus gelben Backsteinen. An beiden Brückenenden wird dies beidseits je zwei Meter mit Geländern aus Metallgitter verlängert. Bereits 1767 befand sich hier neben einer Malz- oder Bissmühle eine Brücke über die Panke. | (a) 05,52      |
|                                                                      | StB    | Eichwerder                 | Straßenbrücke Theodor-Körner-Straße. Es ist eine Balkenbrücke mit Metallgeländer aus Flachstahl als Handlauf und mit mehreren Längsstäben befestigt als Absturzsicherung. | (a) 05,94      |
|                                                                      | FGB    | Eichwerder                 | Zwei Holzstege führen zwischen Gartenteilen über die Panke. | (a) 05,89      |
|                                                                      | StB    | Eichwerder                 | Straßenbrücke Uhlandstraße ist eine Balkenbrücke mit einem Metallgeländer mit geformten Flachstahl als Handlauf und Längsstäben als Absturzsicherung. | (a) 06,24      |
|                                                                      | StB    | Eichwerder                 | Straßenbrücke der Ernst-Moritz-Arndt-Straße. Es ist eine Balkenbrücke mit einem Metallgeländer mit Flachstahl als Handlauf und Längsstäben als Absturzsicherung. | (a) 06,31      |
|                                                                      | EBB    | Eichwerder                 | Bahnbrücke der Stettiner Bahn. Diese Pankedurchführung besteht aus einem gemauerten „Bogentunnel“. Dieser Tunnel ist 12 Meter lang (zweigleisige Eisenbahnstrecke) und ist für den Durchfluss 1,20 Meter breit und gut zwei Meter hoch. | (a) 06,38      |
|                                                                      | FGB    | Zepernick                  | Fußgängerbrücke über namenlosen Pfad von Straße An der Panke (Bernau-Schönow) zum Naturschutzgebiet Faule Wiesen und durch den Bahndamm zur Elbestraße in Zepernick. Dieser Übergang besteht aus zwei Stahlträgern auf denen geriffelte Eisenbleche liegen. Die Lauffläche ist zwei Meter breit. Als Geländer dienen hier zwei einfache Eisenrohre an drei Stangen. Das obere ist der Handlauf, ein unteres die Absturzsicherung. | (a) 06,74      |
|                                                                      | FGB    | Zepernick                  | Eine Stahlbrücke mit Stahlgeländer dient als Fußgängerbrücke über einen namenlosen Weg von der Straße Dompromenade zum Hundeausbildungsplatz. | (a) 07,59      |
|                                                                      | FGB    | Zepernick                  | Fußgängerbrücke für einen namenlosen Weg von der Straße Dompromenade zur Kita nahe dem S-Bahnhof Zepernick. Es ist eine Holzbrücke in Balkenbauweise. | (a) 07,80      |
|                                                                      | StB    | Zepernick                  | Straßenbrücke Schönower Straße, neu erbaut 2001. Metallgitter und Metallrohr als Handlauf bilden das Geländer. Die Balkenbrücke ist 12,40 Meter breit mit zwei Fahrbahnen und zwei Gehwegen, 15 Meter lang und mit quadratischem Durchlass für die Panke. Bereits 1767 befand sich hier eine Wegebrücke über die Panke, der Weg teilte sich vom Ort gesehen hinter der Pankebrücke. | (a) 08,01      |
|                                                                      | FGB    | Zepernick                  | Die Fußgängerbrücke Fontanestraße verbindet beide Teile der Fontanestraße. Auf leicht nach oben gewölbten Stahlträgern liegt ein Betonband. Für das Geländer der Brücke sind unterhalb des Handlaufs Seile als Absturzsicherung gespannt. Die jetzige Brücke wurde 2008 neu gebaut. | (a) 08,20      |
|                                                                      | FGB    | Zepernick                  | Eine geländerlose Fußgängerbrücke führt einen Weg, der nördlich und parallel zur Stettiner Bahn verläuft. Die Panke durchfließt einen rechteckigen Querschnitt mit einer Breite von anderthalb Metern und etwa gleicher Höhe. Zwischen dieser Brücke und dem Eisenbahndamm verlaufen noch zwei Rohre von 20 Zentimeter Durchmesser, denen allerdings der Brückencharakter fehlt. Diese Brücke neben dem Bahndamm war bereits 1839 vorhanden. | (a) 08,27      |
|                                                                      | EBB    | Zepernick                  | Bahnbrücke Stettiner Bahn. Der Bahndamm wird von der Panke von Nordwest nach Südost in einem Durchlass von 22,50 Meter Länge bei einer Breite von knapp einem Meter und einer Höhe von fast 2 Metern durchflossen. Über den ursprünglichen Bahndamm der Stettiner Bahn wurde bei der Elektrifizierung wohl ein neues Gleisbett gelegt, ohne die Pankedurchquerung zu ändern. Die Bahnbrücke existierte bereits 1839. 2019 erfolgte ein Neubau der Brücke. | (a) 08,29      |
|                                                                      | StB    | Zepernick                  | Diese drei Meter breite Holzbalken-Straßenbrücke dient der Führung von der Straße 5 zur Eisenbahnstraße hin. Sie trägt einen Bretterbelag. Das Geländer hat einen hölzernen Handlauf und zwischen einigen Holzpfosten bilden Metallgitter im Rahmen einen durchsichtigen Absturzschutz. Ein dreieckiges blaues Metallschild zeigt die beschränkte Tragfähigkeit der Brücke, und soll verhindern, dass schwere Fahrzeuge die 10 Meter lange Brücke passieren. | (a) 08,34      |
|                                                                      | StB    | Zepernick                  | Beton-Straßenbrücke Schönerlinder Straße. Breite: 10,50 Meter, Länge: 9 Meter. Die Panke durchfließt einen Durchlass mit rechteckigem Querschnitt. Das Brückengeländer besteht aus drei Metallrahmen, die mit rechtwinkligem Drahtgitter bespannt sind. Hier existierte bereits 1839 eine Brücke. | (a) 08,57      |
|                                                                      | FGB    | Zepernick                  | Fußgängerbrücke Schönerlinder Straße. Einen Meter neben der Straße wurde pankeabwärts eine (eigenständige) neue hölzerne Fußgängerbrücke für den Pankewanderweg angelegt, damit dieser außerhalb der Landstraße bleibt. Die Holzkonstruktion ist 1,80 Meter breit und 7 Meter lang, auch Belag und Geländer sind aus Holz. | (a) 08,57      |
|                                                                      | StB    | Zepernick                  | Straßenbrücke Straße der Jugend. Die Brücke wurde 2006 erneuert. Eine Betonbalkenbrücke ruht auf mehreren Stahlträgern, die auf den gemauerten Widerlagern beidseits der Panke aufliegen. Das Geländer mit einer Höhe von 1,40 Metern besteht aus einem Rundrohr als Handlauf und die Geländerflächen sind mit (durchsichtigen) Platten aus gemaschtem Draht gesichert. | (a) 09,03      |
|                                                                      | FGB    | Röntgental                 | Fußgängerbrücke Solothurnstraße zur Verbindung beider Teile der ansonsten befahrbaren Straße. Die Brücke ist 12 Meter lang, knapp 1,80 Meter breit und liegt auf zwei Stahlträgern. Diese Träger ruhen auf Sandsteinwiderlagern, die wahrscheinlich von einer Vorgängerbrücke stammen. Die Fußgängerbrücke hat einen Belag aus bearbeiteten Holzbohlen, das Brückengeländer ist 1,30 Meter hoch aus durchlochten Blechen mit einer runden Stange als Handlauf; sie ist bauartgleich zur benachbarten Unterwaldenstraßenbrücke. Angemerkt sei, dass die Panke vor der Solothurner Straße unter der Oberfläche geführt ist. | (a) 09,41      |
|                                                                      | StB    | Röntgental                 | Die Brücke führt die Unterwaldenstraße über die Panke, sie besitzt nur einseitig einen vorkragenden Fußweg. Bei einer Länge von 12 Metern einschließlich der gestalteten Brückenrampen und einer Breite von knapp 1,80 Meter ruht die mit Holzbohlen belegte Brücke auf zwei Stahlträgern, die auf dem Fundament einer früheren Brücke aufliegen. Das Brückengeländer ist 1,30 Meter hoch aus durchlochten Blechen mit einer runden Stange als Handlauf. Die Konstruktion ist bauartgleich zur benachbarten Solothurnstraßenbrücke. | (a) 09,67      |
|                                                                      | StB    | Röntgental                 | Die Straßenbrücke Edelweißstraße, mit einer zweispurigen Fahrbahn und Gehwegen auf beiden Seiten, ist 10 Meter lang und 8 Meter breit. Es handelt sich um eine Stahlbeton-Balkenbrücke auf Stahlträgern. | (a) 09,89      |
|                                                                      | StB    | Röntgental                 | Die Straßenbrücke Bahnhofstraße, mit zwei asphaltierten Fahrbahnen und beidseitigen Gehwegen, ist 13,1 Meter breit. Die Stahlbeton-Balkenbrücke überspannt mit 11,50 Metern Länge die Panke. | (a) 10,21      |
|                                                                      | FGB    | Buch                       | Der Steg auf der Wiese des Steener Bruches besteht aus zwei Stahlträgern, die beiderseits des Flussbettes auf den naturbelassenen Ufern aufliegen, über die Träger sind vier Betonplatten verlegt. Die Fußgängerbrücke befindet sich 170 Meter südlich der Grenze von Panketal nach Berlin. Nach den Tritten zu urteilen, dient der Steg der landwirtschaftlichen Nutzung und dem Viehübertrieb. Auf der linspankischen Seite bestehen 2018 noch Viehflächen, die furtartige Durchquerung wie vor zehn Jahren findet (wohl) nicht mehr statt: Abdrücke von Viehfüßen am Uferlauf fehlten. | (a) 11,03      |
|                                                                      | FGB    | Buch                       | Ilse-Krause-Steg. 15,38 Meter lange und 3,00 Meter breite Fuß- und Radwegbrücke im Verlauf der Ilse-Krause-Straße, Steener Bruch. Sie überführt den Pankewanderweg vom linken zum rechten Pankeufer. Die 1950 errichtete Brücke wurde zurückgebaut, der Neubau im Juli 2024 eröffnet. | (a) 11,05      |
|                                                                      | FGB    | Buch                       | Sudauer Brücke. 12 Meter lange und 2,50 Meter breite Fußgängerbrücke in der Kolonie Buch, Steener Bruch. Der Pankewanderweg verbleibt hier auf dem rechten Ufer. | (a) 11,59      |
|                                                                      | FGB    | Buch                       | Brücke am Pölnitzweg. 18,92 m lange und 3,00 m breite Fuß- und Radwegbrücke Pölnitzweg, im Juli 2024 eröffnet. | (a) 11,75      |
|                                                                      | StB    | Buch                       | Straßenbrücke Pölnitzweg, gemauerter oben bogenförmiger Durchlass über der Panke. Hier existierte bereits 1770 eine Brücke für die Straße von Buch nach Nordosten. | (a) 11,75      |
|                                                                      | FGB    | Buch                       | Schloßparkbrücke VI, Fußgängerbrücke (1) im Schlosspark Buch. Alle Panke-Schlossparkbrücken werden aus einer kompakten 4 m langen und 3 m breiten Betonplatte gebildet. | (a) 11,79      |
|                                                                      | FGB    | Buch                       | Schloßparkbrücke V, Fußgängerbrücke (2) im Schlosspark Buch | (a) 11,87      |
|                                                                      | FGB    | Buch                       | Schloßparkbrücke IV, Fußgängerbrücke (3) im Schlosspark Buch | (a) 11,92      |
|                                                                      | FGB    | Buch                       | Schloßparkbrücke III, Fußgängerbrücke (4) im Schlosspark Buch, sie führt über den Schloßparkgraben 20 Meter vom Ende des Schlossparkteichs und liegt nicht im direkten Pankelauf, wird jedoch durch Pankewasser gespeist. Über die Schloßparkteiche führen ebenfalls die Schloßparkbrücken Ⅶ am Weg von der Brücke IV. Im Bereich der vormaligen Parkanlagen des 1964 abgerissenen baufälligen Schlosses befinden sich die Schloßparkbrücke Ⅸ (nördlicher Teich) und Ⅹ (südlicher Teich) am Hauptweg von der Brücke Ⅵ zum Eingang „Künstlerhof“. Am westlich Parallelweg zu jenem überbrückt die Nummer Ⅰ den südlichen Teich. Die Schloßparkbrücke Ⅷ führt den Querweg in der Parkanlage über den Ablauf des nördlichen Schlossparkteichs. | (a) 12,02      |
|                                                                      | FGB    | Buch                       | Schloßparkbrücke II, Fußgängerbrücke (5) im Schlosspark Buch, sie liegt kurz vor der Zusammenführung vom Schloßparkgraben zurück in die Panke, 20 Meter zur Wiltbergstraße. | (a) 12,10      |
|                                                                      | StB    | Buch                       | Straßenbrücke Wiltbergstraße (am Südende des Schlossparks) über den Fluss mit Überführung des Pankewanderweges. Eine Wegeverbindung und eine Brücke vom südlichen Ortsteil Buch nach Nordwesten verzeichnete bereits Schmettau um 1770. | (a) 12,16      |
|                                                                      | FGB    | Buch                       | 15 Meter lange Fußgängerbrücke zwischen S-Bahnhof und Einkaufszentrum | (a) 12,21      |
|                                                                      | FGB    | Buch                       | 12 Meter lange Fußgängerbrücke eines namenlosen Weges, verbindet diesen mit der Franz-Schmidt-Straße | (a) 12,41      |
|                                                                      | StB    | Buch                       | 16 Meter lange Straßenbrücke Walter-Friedrich-Straße | (a) 12,62      |
|                                                                      | EBB    | Buch                       | Bahnbrücke einer stillgelegten Strecke, auf der die Gleise noch liegen, als hintereinander ausgeführte Brücke von etwa 42 Meter Länge. Diese Brücke führte ursprünglich (um 1870) ein Gleis vom Bahnhof Buch „nach der Irrenanstalt“ und erhielt etwa um 1900 auch einen Anschluss nach Süden Richtung Berlin. Seit 1930 ist dieser Anschluss nicht mehr aktiv. | (a) 12,74      |
|                                                                      | StB    | Buch                       | 19 Meter lange Straßenbrücke Ernst-Busch-Straße | (a) 13,00      |
|                                                                      | StB    | Buch                       | Autobahnbrücke A 10 (Berliner Ring). 21,5 Meter lang, 27,8 Meter breit, nur 1,50 Meter über Pankeniveau und dem pankebegleitenden Fußweg | (a) 13,70      |
|                                                                      | FGB    | Buch                       | Die Fußgängerbrücke führt einen namenlosen Weg von der Karéstraße über den Fluss, sie ist 12,5 Meter lang, 13,5 Meter breit. Die Konstruktion wurde wohl beim Bau der A 10 angelegt, zumal eine Betonstraße ans Pankeufer führt. Die Brücke liegt in Buch das südöstliche Flussufer gehört zu Karow (Nord). | (a) 13,83      |
|                                                                      | EBB    | Buch                       | Bahnbrücke (Stettiner Bahn, RB 60), die Brücke über den Flusslauf liegt in Buch, der südliche Brückenrand führt über die Ortsteilgrenze nach Karow (Nord). | (a) 13,89      |
|                                                                      | EBB    | Buch                       | Pankebrücke (Karow Nord). Die Bahnbrücke der Regionalbahn RB 27 führt schräg über Panke und Pankewanderweg. 28,5 Meter lang, 20 Meter breit. Die Grenze Buch zu Karow liegt am östlichen Flussufer. | (a) 14,21      |
|                                                                      | FGB    | Buch                       | Schönerlinder-Weg-Brücke ist eine 12 Meter lange und 6 Meter breite Fußgängerbrücke, der Brückenzugang am östlichen Pankeufer liegt in Karow. Der Schönerlinder Weg selbst befindet sich in Buch. | (a) 14,64      |
|                                                                      | StB    | Französisch Buchholz       | Die Pankgrafenbrücke führt die Pankgrafenstraße zweispurig und überbrückt einen umgebauten Graben und die Panke. Sie ist etwa 20 Meter lang und 15 Meter breit. Im Jahr 2012 hat die zuständige Verwaltung sie umfassend rekonstruieren lassen: die Stahlbetonplatte des Bauwerks und Teile des Unterbaus wurden erneuert. Fahrbahn, Gehsteige, Kabelführungen und Wasserleitungen wurden ebenfalls ausgetauscht. Der Brückenzugang am östlichen Pankeufer liegt in Karow. | (a) 15,18      |
|                                                                      | FGB    | Französisch Buchholz Karow | Krontaler Steg. Die 2006 bis 2009 erbaute Brücke führt den Pankeweg auf das linke Karower Ufer, da die folgende Eisenbahnbrücke rechts keinen Platz lässt. Länge 10 Meter, Breite 3,50 Meter. Die Stahlkonstruktion mit Stahlhauptträgern und Stahlendquerträgern wurde vorgefertigt und vor Ort montiert. Der Geh- und Radweg ist mit Gussasphalt belegt, ein Stahlgeländer mit einer Höhe von 1,30 Meter sichert den Übergang. Die Widerlager sind rechteckige, kastenförmige Stahlbetonkonstruktionen mit einer Flachgründung. Die Brücke ist nur für die Forstwirtschaft oder für Rettungsfahrzeuge befahrbar. Gegen unberechtigte Fahrten schützen klappbare Poller. Der Brückenzugang am östlichen Pankeufer liegt in Karow. | (a) 15,68      |
|                                                                      | EBB    | Französisch Buchholz       | Flaischlenbrücke-A (Bahnbrücke). Hier stehen drei parallele, aber eigenständige Brückenteile. Dabei besteht die nördlichere Führung aus zwei Brückenbauwerken und überführt den Berliner Ring über den Pankewanderweg und die Panke. Die Längen betragen im Mittel 19 Meter, die nördlichste Brücke im Verlauf des Berliner Außenringes hat eine Breite von 5,8 Metern und trägt daher nur ein Gleispaar. Sie ist 18 Meter lang und führt nach Norden an die Stettiner Bahn. Der Brückenzugang am östlichen Pankeufer liegt in Blankenburg. | (a) 15,85      |
|                                                                      | EBB    | Französisch Buchholz       | Flaischlenbrücke-B (Bahnbrücke). Diese Bahnbrücke der zwei parallelen nördlicheren Brückenbauwerke überführt den Berliner Ring über die Panke und den Pankewanderweg, der hier auf der Krontaler Straße verläuft. Die Länge beträgt 17 Meter, diese mittlere Brücke im Verlauf des Berliner Außenringes trägt bei einer Breite von 10,6 Meter zwei Gleispaare. Der Brückenzugang am östlichen Pankeufer liegt in Blankenburg. | (a) 15,86      |
|                                                                      | EBB    | Französisch Buchholz       | Flaischlenbrücke-C (Bahnbrücke). Die südöstliche der drei parallelen Brückenteile ist etwa 17 Meter von den anderen beiden entfernt und mit einem seitlichen Fußsteig versehen. Sie führt die S-Bahn-Linie S8 über die Panke und den Pankewanderweg, der hier auf der Fahrbahn der Krontaler Straße liegt. Die Länge beträgt mit den Brückenköpfen knapp 21 Meter. Sie ist eingleisig mit einer Breite von 5,36 Metern, einschließlich des begleitenden Arbeitsweges neben der Schiene. Der Brückenzugang am östlichen Pankeufer liegt in Blankenburg. | (a) 15,88      |
|                                                                      | FGB    | Französisch Buchholz       | Dieser Fußgängersteg wird ebenfalls Flaischlenbrücke genannt und ist 10 Meter lang und 2 Meter breit. Er verbindet die Krontaler Straße mit den westlich der Panke befindlichen Wiesen und führt nach Französisch-Buchholz. Dieser Weg und eine Brücke existiert seit 1900. Der Brückenzugang am östlichen Pankeufer liegt in Blankenburg. | (a) 16,17      |
|                                                                      | StB    | Französisch Buchholz       | Pankebrücke (Karow). Die Autobahnbrücke der A 114 an der Grenze zum Ortsteil Französisch-Buchholz besitzt längs versetzte Tragwerke, eine Länge der Brückenteile landwärts von 37 Metern und stadtwärts von 47 Meter bei einer Breite von gesamt 22,2 Meter. 2021 wurde hier ein Neubau errichtet. | (a) 16,37      |
|                                                                      | FGB    | Französisch Buchholz       | Die 2 Meter breite Königsteinbrücke ist eine 99 Meter lange Fußgängerbrücke im Verlauf der Straße 74 über die A 114, die Panke und den Pankewanderweg. Die barrierefrei nutzbare Brücke hat beiderseits Auffahrrampen, wodurch sie eine Länge von insgesamt 180 Meter hat. Ihre Stützenhöhe garantiert die Durchfahrt für hohe Fahrzeuge auf der Autobahn. An etwa dieser Stelle überquerte schon 1770 eine Brücke von Blankenburg nach Französisch Buchholz die Panke in ihrem Fließtal. Der Brückenzugang am östlichen Pankeufer liegt in Blankenburg. 2020 wurde hier ein Neubau errichtet. | (a) 17,55      |
| Hebammenbrücke vor ihrem Abriss 2021                                 | FGB    | Französisch Buchholz       | Die Hebammensteigbrücke ist eine weitere mehr als 100 Meter lange Fußgängerbrücke über die A 114 und die Panke, ebenfalls mit den beiden langen Auffahrrampen bemessen. Sie stellt eine Ost-West-Verbindung zwischen der Wohnsiedlung und der Ferdinand-Buisson-Straße her und ist zwei Meter breit. An etwa dieser Stelle überquerte schon 1770 eine Brücke von Karow nach Französisch Buchholz die Panke in ihrem Fließtal. Der Brückenzugang am östlichen Pankeufer liegt in Blankenburg. Im Zusammenhang zum Autobahnneubau der Bundesautobahn 114 entstand 2025 ein Neubau der Brücke. | (a) 17,90      |
|                                                                      | StB    | Französisch Buchholz       | Die Stahlbeton-Balkenbrücke führt die Bahnhofstraße über die Panke, sie ist insgesamt 27 Meter lang und mit beidseitigen Fußsteigen circa 17 Meter breit. Bereits 1770 bei Schmettau verläuft hier eine Straße über die Panke von Blankenburg kommend. | (a) 18,90      |
|                                                                      | FGB    | Blankenburg                | Arbeitsbrücke am Verteilerbauwerk zum Nordgraben vor dem Abfluss der Panke | (a) 19,10      |
|                                                                      | FGB    | Französisch Buchholz       | Fußgängerbrücke verbindet die Straße 42 mit der Kleingartenkolonie Blankenburg. Es ist eine Balkenbrücke mit Stahlunterbau und in Stahlbetonausführung, 18 Meter lange und 5 Meter breit. Diese Brücke wurde zwischen 1900 und 1910 angelegt als Bahnbrücke der Industriebahn Tegel–Friedrichsfelde, die hier 1908 eröffnet wurde. Auf dem Kartenmaterial des Messtischblattes von 1932 noch als Brücke der Industriebahn vorhanden. Auf der Karte von 1943 ist sie nicht mehr als Eisenbahnbrücke verzeichnet. | (a) 19,28      |
|                                                                      | StB    | Französisch Buchholz       | Die Schlossparkbrücke ist eine Stahlbeton-Balkenbrücke, 26 Meter lang und 20,6 Meter breit. Die vormalige Straßenbrücke in der Verlängerung der Schlossallee ist mit einem Randweg für den Pankerad- und Wanderweg versehen. Ihre heutige Nutzung (nach dem Autobahnbau) für den Straßenverkehr ist die Überführung der Anschlussstelle 4 der A 114 zur Pasewalker Straße. | (a) 20,05      |
|                                                                      | Rohr   | Heinersdorf                | Rohrbrücke zwischen Anschlussstelle A 114, vor der Pasewalker Straße; Länge des Rohres 8 Meter | (a) 20,18      |
|                                                                      | StB    | Französisch Bucholz        | Die Löffelbrücke führt die Pasewalker Straße auf einer Länge von 35,6 Metern bei einer lichten Weite von 12 Metern über den Fluss. Die Brückendecke bietet Platz für drei Fahrspuren, eine zweigleisige Straßenbahntrasse und einen Fußweg. Direkt auf der Brücke befinden sich die beiden Straßenbahnhaltestellen. Der Name ‚Löffelbrücke‘ geht auf die (vormals) in Richtung Heinersdorf weiterführende Schlossallee zurück, sodass Pankower Bürger ihren Ausflug hierher machten. Daraufhin siedelten sich an der Panke Kaffeegärten an, in denen Kaffeelöffel wichtiges Utensil waren. Oder vielmehr wo sich die Pankower Bürger ihre Löffel holten. Diese Brücke ist schon 1825 unter diesem Namen verzeichnet. Die Mitte der 1920er Jahre erneuerte Brücke wurde nach 90 Jahren 2017 bis 2020 erneuert. | (a) 20,20      |
|                                                                      | FGB    | Niederschönhausen          | Marode Arbeitsbrücke vom Neubau-Wohngebiet (vormals Krankenhaus Pankow) an der Galenusstraße auf der linken Landseite der Panke zum verfallenen Handwerker- oder Heizgebäude (des Krankenhauses) auf dem rechten Pankeufer. Es handelt sich um eine einfache 3,5 Meter breite und etwa 5 Meter lange Betonplatte über die hier in einem Betonbett fließende Panke. | (a) 20,95      |
|                                                                      | FGB    | Niederschönhausen          | Die Strauchwiesenbrücke ist eine Fußgängerbrücke durch die Kleingartenanlage (KGASchüßler) in Höhe der Lindenberger Straße. Der Überbau besteht aus Stahl, Geländer und Belag bestehen aus Holz. Im Jahr 2000 wurden das Brückentragwerk und ein Teil der Widerlager erneuert, eine hölzerne Behelfsbrücke sicherte die fußläufige Querung der Panke während der Bauarbeiten. Diese Brücke ist 4 Meter lang und etwas über 2 Meter breit. Sie liegt zwischen zwei Zäunen, einerseits der KGA (ostwärts, also flussabwärts) und vorher entlang dem repräsentativen Wohnquartier. Eine breite Brücke mit einer Straße wird hier bereits auf der Karte von 1872 verzeichnet. Der offiziell vergebene Brückenname ist den Nutzern der Kleingartenanlage allerdings unbekannt. | (a) 20,97      |
|                                                                      | Rohr   | Niederschönhausen          | Rohrbrücke neben der Strauchwiesenbrücke. In einem getrennten Bauwerk werden zwei Rohre zur Wärmeversorgung von Vattenfall Berlin über die Panke geführt. | (a) 21,07      |
|                                                                      | FGB    | Niederschönhausen          | Fußsteig innerhalb der KGA Schüßler, die tagsüber für die allgemeine Nutzung offen steht. Die Brücke ist etwa 4 Meter lang und nur einen Meter breit. Sie bildet den Weg zwischen den Kleingartenkolonien beidseits der Panke. | (a) 21,07      |
|                                                                      | StB    | Niederschönhausen          | Die Schlossparkbrücke III, eine 5 Meter lange und 3,80 Meter breite Straßenbrücke, verbindet Wege am Rande der Kleingartenanlagen beiderseits der Panke. Die Brücke wird offensichtlich von den Fahrzeugen der Parkgärtner benutzt und ist deshalb tragfähiger als dies für den Fußgängerverkehr benötigt wird, aber nicht für den öffentlichen Straßenverkehr zugelassen. Eine Straßenbrücke ist hier bereits 1825 verzeichnet, aber noch nicht bei Schmettau um 1770. | (a) 21,17      |
|                                                                      | FGB    | Niederschönhausen          | Die 10 Meter lange und 3,5 Meter breite Schlossparkbrücke II ist eine Fußgängerbrücke zwischen Kolonie Parkidyll und der KGA Parkfriede, hier beginnt in Flussrichtung der Schlosspark Schönhausen. | (a) 21,57      |
|                                                                      | FGB    | Pankow                     | Die Schlossparkbrücke I ist eine mit der Brücke II baugleiche Fußgängerbrücke im Schlosspark Schönhausen, der hier im südlichen Teil schon zum Ortsteil Pankow gehört, nahe der Ossietzkybrücke. | (a) 21,88      |
|                                                                      | StB    | Pankow                     | Straßenbrücke Ossietzkystraße, etwa 18 Meter lang und 18 Meter breit. Diese Brücke von Pankow nach Norden (Schlossstraße) ist erstmals 1825 verzeichnet, aber noch nicht bei Schmettau um 1770. | (a) 22,00      |
|                                                                      | StB    | Pankow                     | Die Schönholzer Brücke führt die Schönholzer Straße an der Gabelung (Noch-)Schönholzer Straße / Grabbeallee / Heinrich-Mann-Straße über die Panke. Sie besitzt eine Breite von 23,60 Meter für 3 Fahrspuren, eine Spur für Omnibus und Straßenbahn, sowie beidseitige Fußwege. Für die alte denkmalgeschützte Brücke, zusammen mit anderen kleinen Bauten (Pergola, Puttengruppe und Toilettenhäuschen) nach Plänen von Alexander Poetschke im Jahr 1923–1925 errichtet, wurde 2011 ein Ersatzneubau hergestellt. | (a) 22,68      |
|                                                                      | FGB    | Pankow                     | Die Fußgängerbrücke Östlicher Parksteg im Bürgerpark Berlin-Pankow ist 3,75 Meter breit und 10,50 Meter lang. | (a) 23,13      |
|                                                                      | FGB    | Pankow                     | Die Fußgängerbrücke Westlicher Parksteg im Bürgerpark Pankow ist 16 Meter lang und 3,80 Meter breit. | (a) 23,34      |
|                                                                      | StB    | Pankow                     | Die Brücke am Bürgerpark ist eine Straßenbrücke im Verlauf der Straße Am Bürgerpark, 21 Meter lang, 15 Meter breit. | (a) 23,40      |
|                                                                      | EBB    | Pankow                     | Bahnbrücke der Berliner Nordbahn. Eine 25 Meter breite Bahnbrücke für zwei S-Bahn-Gleise, ein Gleis der Nordbahn zum ehemaligen Güterbahnhof Schönholz und ein ungenutztes Gleis; Eintrittsbogen der Brücke kleiner als der Austrittsbogen, mittlere Länge um 20 Meter und eine Breite von 24,90 Meter der gemauerten Durchlassbögen. Die Brücke wurde 1875/1876 errichtet und mit der Eröffnung der Bahn in Betrieb genommen. | (a) 23,50      |
|                                                                      | StB    | Gesundbrunnen              | Die Hugo-Heimann-Brücke ist eine Straßenbrücke im Verlauf der Kühnemannstraße–Nordbahnstraße. Das Bild gibt einen Blick auf die Straßenbrücke und im Hintergrund die Bahnbrücke. | (a) 23,56      |
|                                                                      | FGB    | Gesundbrunnen              | Fußgängerbrücke Gottschalkstraße, 18,6 Meter lang, 2,8 Meter breit. Im weiteren Verlauf pankeabwärts befindet sich eine weitere Brücke, die allerdings nicht über die Panke führt, sondern den Zulauf zum hier angelegten Pankebecken bildet, ein Rückhaltebecken, falls die Panke (wieder wie zuletzt im Jahr 1980) Hochwasser führt. | (a) 23,82      |
|                                                                      | FGB    | Gesundbrunnen              | Die Heubuder Brücke (auch Heubuder Steg) führte als Fußgängerbrücke in Höhe der Heubuder Straße den Pankewanderweg über den Fluss. Das 1995 fertiggestellte Bauwerk wurde durch außen liegende hölzerne Sprengewerke mit eingehängter Durchlaufkonstruktion gebildet. Die Sprengewerke trugen über Hängestangen verbundene Auflagerbalken für das trogförmige Brückentragwerk. Dieses bestand aus über fünf Felder laufende Träger mit quer liegenden aufgeschraubten Holzbohlen als Gehfläche. Neopren-Kissen bildeten die Lager. Die Brücke war etwa 21 Meter lang und 4,13 Meter breit. 2025 wurde die Brücke komplett abgetragen. Der Wiederaufbau soll frühestens 2027 beginnen. | (a) 24,23      |
|                                                                      | StB    | Gesundbrunnen              | Die Soldiner Brücke führt die Soldiner Straße über die Panke und schließt an die Stockholmer Straße an, die parallel zum Fluss verläuft. Sie ist die älteste Pankebrücke auf Berliner Gebiet. Die Bogenbrücke wurde mit einfachem Stichbogengewölbe aus Ziegelsteinen 1875/76 erbaut. Das Originalgeländer ist nicht erhalten. Ihre Länge beträgt rund 28 Meter, die Breite etwa 19 Meter und die Spannweite 7,50 Meter. Sie trägt wie die Straße den Namen der ehemaligen Hauptstadt der Neumark Soldin, heute Myślibórz in Polen. | (a) 24,60      |
|                                                                      | FGB    | Gesundbrunnen              | Die namenlose Fußgängerbrücke führt am Ende der Gotenburger Straße an der Wilhelm-Hauff-Grundschule (Gebäude im Bild) über den Fluss. Die Brücke ist 2,7 Meter breit, 12,3 Meter lang und nur über Treppen passierbar. | (a) 24,78      |
|                                                                      | StB    | Gesundbrunnen              | Die Osloer Straßenbrücke führt die Osloer Straße am OSZ Kommunikations-, Informations- und Medientechnik auf einer Breite von 52 Metern über die Panke. Die Länge der Brückenbögen beträgt 15,3 Meter. Sie wurde zwischen 1906 und 1908 als Bogenbrücke mit einfachem Stichbogengewölbe aus Ziegelsteinen erbaut. Bis 1938 hieß sie Christianiabrücke, nach dem früheren Namen der norwegischen Hauptstadt Oslo. Über die Brücke führt der Wanderweg 5 (Nord-Süd-Weg) der 20 grünen Hauptwege® Berlins. | (a) 24,92      |
|                                                                      | StB    | Gesundbrunnen              | Namenlose Fußgängerbrücke von 15,8 Meter Länge und 2,6 Meter Breite, verbindet die Travemünder Straße mit dem nordwestlich gelegenen ehemaligen Gewerbegelände. | (a) 25,64      |
|                                                                      | StB    | Gesundbrunnen              | Die Badbrücke (auch Badstraßenbrücke) führt die Badstraße über die Panke und besitzt auf der Südostseite eine Anbindung an die Gropiusstraße. Die Brücke ist 13,3 Meter lang und 35,2 Meter breit. Eine Brücke für die Badstraße ist erstmals 1825 verzeichnet, aber noch nicht bei Schmettau um 1770. Die U8 kreuzt hier seit 1977 die Panke, die Bauarbeiten am U-Bahn-Tunnel erfolgten seit 1973. | (a) 25,71      |
|                                                                      | StB    | Gesundbrunnen              | Die Schönstedtstraßenbrücke wurde erstmals zu Beginn des 20. Jahrhunderts über die Panke gebaut und nach der über sie führenden Straße benannt. Um die Hochwassergefahr durch den Fluss zu verringern, wurde 1982 im Bereich dieser Brücke die Panke verbreitert und die heutige Brücke errichtet. Diese Brücke ist 8,5 Meter lang und 19,2 Meter breit, sie überführt außer der Panke auch die Orthstraße und ist mit einer Rippenplatte aus Eisenbeton versehen. | (a) 25,96      |
|                                                                      | StB    | Gesundbrunnen              | Die Brücke Bornemannstraße wurde bei der Neubebauung des linken Pankeufers abgetragen. Über dem erhaltenen Widerlager ist eine kleine Plattform mit Bank eingerichtet. | (a) 26,05      |
|                                                                      | StB    | Gesundbrunnen              | Die Walter-Röber-Brücke führt die Wiesenstraße über die Panke zur Uferstraße. Neben der 12 Meter langen und 20 Meter breiten Brücke befindet sich ein Gedenkstein für hier stattgefundene Straßenkämpfe im Jahr 1929. Eine Brücke für die Wiesenstraße ist erstmals 1825 verzeichnet, aber noch nicht um 1770 bei Schmettau aufgenommen worden. | (a) 26,19      |
|                                                                      | StB    | Gesundbrunnen              | Pankstraßenbrücke im Verlauf der Pankstraße, Länge um 15 Meter, Breite rund 35 Meter. Die Brücke ist eine einfache Balkenbrücke mit zwei Fahrbahnen, einem Mittelstreifen und zwei breiten Fußwegen. Eine Brücke für die Pankstraße ist hier bereits 1825 verzeichnet, aber noch nicht um 1770 in Schmettaus Kartenwerk. | (a) 26,34      |
|                                                                      | EBB    | Gesundbrunnen              | Die Bahnbrücke der Berliner Ringbahn hat eine Länge um 20 Meter bei einer Breite der Gleisanlagen von 22 Meter. Untergebaut sind Zugänge zum Gesundbrunnen-Center und ein kleiner Grünstreifen nordwestlich. So ist die Strecke der Überbrückung des Pankebettes insgesamt 33 Meter lang. Allerdings sind die Zugänge auf beiden Seiten der Brücke nach Norden durch Zäune nicht passierbar. Die eigentliche Bahnbrücke wurde auf der älteren Brücke aus Klinkersteinen mit drei Bögen beim Ausbau der Ringbahnstrecke aufgesetzt, so ist südöstlich die Betonwand und die Schallschutzwand vorhanden. Das Bild ist der Blick von Nordwest (in Klinkeroptik), darüber ein den Bahnkörper tragender Erddamm. Pankeabwärts sind nur ein Bogen und darüber die Betonauflage auf der alten Brückenkonstruktion zu sehen. Die Brücke wurde mit dem Streckenbau 1867 begonnen und ab 1871 mit der Eröffnung der nördlichen Ringbahn genutzt. | (a) 26,41      |
|                                                                      | FGB    | Wedding                    | Die Fußgängerbrücke Pankewegbrücke ist etwa 15 Meter lang und führt den Pankeweg von einem Ufer auf das andere. | (a) 26,48      |
|                                                                      | StB    | Wedding                    | Die Gerichtstraßenbrücke führt die Gerichtstraße über die Panke; sie ist 11,8 Meter lang und 26 Meter breit. Eine Brücke für die Gerichtsstraße ist erstmals 1825 verzeichnet, aber noch nicht um 1770 bei Schmettau. | (a) 26,58      |
|                                                                      | StB    | Wedding                    | Die Schönwalder Straßen-Brücke ist etwa 15 Meter lang und 26 Meter breit und führt die Schönwalder Straße über den Fluss. Der Erstbau erfolgte im Jahr 1883 mit einem Mauerbogen-Unterbau. Das Original-Schmuckgeländer ist erhalten. Vormals als Dalldorfer Straße verzweigte sich die Panke in die zwei Zeige unterhalb der Brücke. 1842 existierte die Dalldorfer (heutige Schönwalder) Straße noch nicht. | (a) 26,60      |
|                                                                      | StB    | Wedding                    | Die Schulzendorfer Straßen-Brücke führt die Schulzendorfer Straße über die Panke. Die Brücke ist 12,3 Meter lang und 20 Meter breit. Unterhalb der Brücke befindet sich die automatische Rechenanlage, darunter ist die Sperrvorrichtung, mit der das Wasser in die Südpanke umgeleitet wird. (Anmerkung Südpanke 1870 sind im Zuge der Schulzendorfer Straße zwei benachbarte Brücken vermerkt, eine führt über den Schönhauser Graben und eine etwas weiter östlich über die Panke 1842 existierte die Schulzendorfer Straße noch nicht.) | (a) 26,77      |
|                                                                      | FGB    | Wedding                    | Gittersteig an der automatischen Rechenanlage zur Betriebsbegehung. Diese Balkenbrücke gehört zur Betriebsstätte. | (N) 26,87      |
|                                                                      | FGB    | Gesundbrunnen              | Fußgängerbrücke vor der Wehranlage Chausseestraße unter der Wohnbebauung. Es ist eine 2,5 Meter breite Balkenbrücke mit Stahlbeton belegt. | (N) 27,03      |
|                                                                      | FGB    | Gesundbrunnen              | An der Rechenanlage vor der Chausseestraße/Müllerstraße verbindet ein Arbeitsüberweg die beiden Pankeufer. Es ist eine Balkenbrücke mit einem Stahlgitterweg belegt. | (N) 27,03      |
|                                                                      | StB    | Wedding                    | Die Chausseestraßenbrücke dient zur Überquerung der nördlichen Ableitung der Panke. Sie ist 10 Meter lang und 31,7 Meter breit. Eine Brücke für die Chausseestraße über den Schönhauser Graben ist bereits 1825 verzeichnet. Die U6 kreuzt hier seit 1923 die Panke. | (N) 27,56      |
|                                                                      | Platte | Wedding                    | Pankedeckel. Diese 222 Meter lange Konstruktion direkt über dem Kanalbett der Nordpanke ermöglicht das Parken und die Zu- und Abgänge der Besucher des Erika-Heß-Eisstadions. | (N) 27,66      |
|                                                                      | FGB    | Wedding                    | Die Sellerbrücke ist eine Brücke für Fußgänger und Radfahrer, sie führt die Kieler Straße zur Straße Am Nordhafen. | (N) 27,68      |
|                                                                      | Rohr   | Mitte                      | Schieber am Rohreintritt zur Überleitung und Flutung der Süd-/Stadtpanke im historischen Verlauf der Panke. An der Rechenanlage Schulzendorfer Straße befindet sich pankeab der Schieber, um der Südpanke ihr Pankewasser zuzuleiten. Die Planungen sind abgeschlossen, aber die Umsetzung ist wegen der noch laufenden Bauarbeiten an der Chausseestraße nicht fertiggestellt. Der unterirdische Lauf entspricht dem historischen oberirdischen Pankelauf. | (S) 26,78      |
| Droschekenwegemesser von 1884                                        | –      | Mitte                      | Die einstige Brücke der Chausseestraße über die (alte) Panke ist bereits für 1770 auf dem Schmettauschen Kartenwerk an einer Schleifmühle verzeichnet. Mit dem Wachstum im Wedding und dem Bau der U6 wurde die Panke mit einem Düker mehr als sieben Meter unter die Chausseestraße gelegt. Nach dem Mauerbau 1961 wurde er bewusst zerstört. Seit 2008 ist er wiederhergestellt und für den Zulauf der Südpanke ab [veraltet] 2015 vorbereitet. | (S) 27,05      |
|                                                                      | Rohr   | Mitte                      | Rohraustritt der Süd- oder Stadtpanke. Von der Gewässerteilungsstelle an der Schulzendorfer Straße her unter der Grünfläche im Zuge zwischen Neuer Hochstraße und Chausseestraße bis Ecke Liesenstraße und nach der Unterdükerung der Chausseestraße, sowie unter dem Gelände des Bundeswehrkrankenhauses Berlin tritt die (geplante) Südpanke aus dem unterirdischen Lauf. Etwa an dieser Stelle mit | (S) 27,65      |
|                                                                      | Rohr   | Mitte                      | Rohreintritt nördlich der Siedlung Am Pankepark. Hier befand sich seit den 1750er Jahren bis zum Ende des 19. Jahrhunderts eine Pankebrücke, die von der Garde-Füsilier-Kaserne an der Chausseestraße zum Eingang des Invalidenfriedhofs führte. Die (vorbereitete) Südpanke endet im Lauf des Grabens nach wenigen Metern. Wenn der Ausbau des Pankeparkes in der geplanten Form erfolgt, käme der Rohreintritt zur Habersaathstraße 295 Meter weiter östlich. | (S) 27,88      |
| Droschkenwegemesser von 1884                                         | –      | Mitte                      | Hier befand sich seit den 1750er Jahren eine Pankebrücke für den Weg vom Gelände des „Exercierplatzes der Artillerie“ zu den Invalidenhäusern. 1884 ist diese nicht mehr verzeichnet. | (S) 27,98      |
|                                                                      | Rohr   | Mitte                      | Rohraustrittsbrücke. Die Habersaathstraße (vormals Kesselstraße) und eine Zufahrtsstraße zum Heizkraftwerk der Charité durchfließt die Panke unterirdisch im Rohr mit einer Länge von derzeit (Stand 2010) 400 Metern. Bei der geplanten Gestaltung der Pankeaue zwischen Chausseestraße hinter dem Gebäudekomplex des Bundesnachrichtendienstes und dem Stadtquartier der Siedlungshäuser an der Scharnhorststraße würde sich diese Verrohrung bis hierher auf 105 Meter verkürzen. Eine Brücke für die Habersaathstraße ist erstmals 1825 verzeichnet, aber noch nicht bei Schmettau um 1770. | (S) 28,29      |
|                                                                      | StB    | Mitte                      | Zufahrtsbrücke 1 (Nord) zum Verkehrsministerium, Bauteil D. Es ist eine 78 Meter lange und 5 Meter breite Stahlbeton-Balkenbrücke, die zwar befahrbar ist, aber hauptsächlich durch Fußgänger genutzt wird. | (S) 28,24      |
|                                                                      | StB    | Mitte                      | Zufahrtsbrücke 2 zum Parkplatz und dem Haupt- und Besuchereingang des Verkehrsministeriums vom Schwarzen Weg und dem Invalidenpark aus. Es ist eine 7 Meter lange und 5 Meter breite befahrbare Stahlbeton-Balkenbrücke. | (S) 28,32      |
|                                                                      | StB    | Mitte                      | Zufahrtsbrücke 3 zum Parkplatz und dem Haupt- und Besuchereingang des Verkehrsministeriums, baugleich mit den Zufahrtsbrücken 1 und 2. | (S) 28,34      |
|                                                                      | Rohr   | Mitte                      | Der Rohreintritt am pankeabwärtigen Ende des Bundesministeriums für Digitales und Verkehr entspricht nicht dem historischen Lauf der Panke, obwohl er in dieser Lage im Berliner Stadtplan von 2010 dargestellt ist. Aus Sicherheitsüberlegungen wurde die Bauausgleichsmaßnahme von der Innenseite an die Außenfront des Gebäudes gelegt. Die (Süd-)Panke unterquert die Invalidenstraße und den Raum zwischen der Hessischen und der Luisenstraße („Platz vor dem Neuen Tor“) unterirdisch im Rohr. Die Hessische Straße auf dem alten Flusslauf und wurde etwa 1865 angelegt. Eine Brücke für die Invalidenstraße existierte schon 1825. Diese Ausführung einer Brücke über den offenen Fluss an der Invalidenstraße wurde wohl im Zuge der Ausweitung der Berliner Eisengießerei und der Bebauung der Hessischen Straße aufgegeben.                                                                                                | (S) 28,67      |
|                                                                      | StB    | Mitte                      | Überbaute (noch erkennbare) historische Pankebrücke an der Hannoverschen Straße. Der Bogen untermauert eine Balkenbrücke, diese Brücke liegt heute unter dem verbreiterten Fußweg, die heutige Hannoversche Straße liegt 10 Meter pankeaufwärts. Die sichtbaren Überreste belegen eine Brückenlänge von 8 bis 10 Metern. Heute fließt die Südpanke westlich vom Bundesverkehrsministerium kommend unterirdisch durch Rohre. Die Brücke ist erstmals 1825 verzeichnet, aber noch nicht bei Schmettau um 1770. | (S) 27,98      |
|                                                                      | FGB    | Mitte                      | Zugangsbrücke zum Haupteingang des Berliner Dienstsitzes am Bundesministerium für Bildung und Forschung und eine verrohrte Strecke für den Übergang oder Zugang an der Seite des Gebäudes in der Breite von 25,50 Metern. Der Zugang ist eine Balkenbrücke mit Schlitzbodenplatte. | (S) 28,01      |
|                                                                      | Rohr   | Mitte                      | Nach 68 Metern offenem Lauf einer Umweltausgleichsmaßnahme ist die Panke vor der Philippstraße wieder ins Rohr verlegt. Unter der Philippstraße ist die (Süd-)Panke wie bereits seit Beginn des 20. Jahrhunderts im Rohr. Heute sind Philippstraße und weiterführend die Zufahrtsstraße im stillgelegten Pförtnerbereich der Charité unterrohrt. Die Brücke ist erstmals 1825 verzeichnet, aber noch nicht bei Schmettau um 1770. | (S) 28,10      |
|                                                                      | Rohr   | Mitte                      | Der Rohraustritt lässt die (Süd-)Panke auf dem Gelände der Charité in einem offenen Graben fließen. Die anliegende Betriebszufahrt zum Hintergelände der Charitébauten ruht auf einer Balkenbrücke oberhalb des Rohres. | (S) 28,16      |
|                                                                      | FGB    | Mitte                      | Fußwegbrücke (1) auf dem Gelände der Charité. Bei einer Länge von 4,50 Metern und einer Breite von etwas über einem Meter ruht die Brücke auf Stahlträgern, die von zwei gemauerten Backsteinpfeilern getragen werden, zwischen diesen kann das Gewässer fließen. Sie verbindet das Haus 7 mit Haus 8, in denen Einrichtungen des Fachbereichs Veterinärmedizin untergebracht sind. Historisch war hier das Gelände der Königlichen Tierarzneischule. | (S) 28,18      |
|                                                                      | FGB    | Mitte                      | Fußwegbrücke (2) auf dem Gelände der Charité, mit einer Breite von etwa einem Meter und einer Länge von 2,5 Metern verbindet sie Haus 5 und Haus 6 über die Panke hinweg. Die Brücke besteht aus einem gemauerten Bogen zum Durchfluss und einer Mauerung, die die Grabenneigung ausfüllt. | (S) 28,21      |
|                                                                      | StB    | Mitte                      | Straßenbrücke (3) auf dem Gelände der Charité. Diese sechs Meter lange und drei Meter breite Stahlbalkenbrücke mit Betonbelag ruht auf zwei Feldstein-Widerlagern. Die Brücke hat ein Geländer, das auf beiden Seiten zur Brücke hin einengend eine Absturzsicherung bietet. Sie verbindet innerbetrieblich die Zufahrtsstraße mit den Institutsgebäuden. | (S) 28,22      |
|                                                                      | StB    | Mitte                      | Straßenbrücke (4) auf dem Gelände der Charité. Auf einem gemauerten Rundbogen unter der Fahrbahn für den Wasserdurchfluss liegt eine Betonfahrbahn bündig mit der innerbetrieblichen Straße. Breite 4,2 Meter und Länge 3,6 Meter. | (S) 29,14      |
|                                                                      | Platte | Mitte                      | Beginn der (seit 2006) endgültigen Verrohrung (350 Meter vor der Mündung) auf dem Gelände der Charité, südlich der Akademie der Künste und östlich (von der Straße also hinter) der Botschaft der Republik Ukraine in der Bundesrepublik Deutschland. | (S) 29,33      |
|                                                                      | StB    | Mitte                      | Die Straßenbrücke Reinhardtstraße ist zwar noch vorhanden, aber nicht mehr als Brücke zu erkennen. Diese Brücke ist erstmals 1825 verzeichnet, aber noch nicht bei Schmettau um 1770. Der Beginn der (innerstädtischen) Verrohrung bis zur Mündungsöffnung. Die Pankebrücke an der Reinhardtstraße war bis 2007 noch als Brücke erkennbar. Pankeaufwärts bestand ein Graben und abwärts war ein kurzes Stück zwischen den Häusern Reinhardtstraße 17 und 19 offen. Durch die Deckelung hinter dem Reichsbahnbunker Reinhardtstraße und hinter der Botschaft der Ukraine verschwindet die Panke schon vorher unterirdisch. Aber insbesondere weil die Panke seit 1961 mit dem Mauerbau und der Zerstörung des Dükers vom „Pankewasser“ abgeschnitten war, ist die Erinnerung an diese Brücke verloren. | (S) 29,47      |
|                                                                      | Rohr   | Mitte                      | Uferstraßenbrücke Dieser ehemalige Brückenname bezieht sich auf den Schiffbauerdamm, der hier seit etwa der 1780er Jahre eine Brücke hatte, die jedoch 1738 noch nicht bestand. Vorher mündete die Panke offen in die Spree. Das Mündungsloch der Panke in die Spree am Schiffbauerdamm ist das letzte Überführungsbauwerk. Seit Anfang der 1960er Jahre und der Unterbrechung des Dükers Chausseestraße besteht die Planung für die Wiederbelebung der Süd- oder Stadtpanke. Das Mündungsloch ist ein rechteckiger Betonkanal, 2,60 Meter breit und etwa zwei Meter hoch. | (S) 29,68      |

## Nachweise
- Verläufe auf Stadtplan Berlin Berlin.de
- Karte des Vermessungsamts Berlin, Maßstab 1:5000 mit Angabe der offiziellen Brückennamen sowie die unter diesem Link zugängliche topographische Karte von Brandenburg 1:25000
- Wenn nicht anders angegeben, sind Brückenabmessungen über Google-Earth ermittelt, teilweise auch vor Ort durch (oft ausgemeterte) Schrittweite bestimmt.
- Einsichtnahme in das Schmettausche Kartenwerk und die Preußischen Urmesstischblätter in der „Kartenabteilung der Staatsbibliothek zu Berlin“ im Frühjahr 2010.